# Jäger der verborgenen Schatzkammer
Jäger der verborgenen Schatzkammer (Originaltitel Legend of the Lost Tomb, Alternativtitel Das Geheimnis der verborgenen Schatzkammer) ist ein US-amerikanischer Abenteuerfernsehfilm aus dem Jahr 1997 von Jonathan Winfrey. Der Film basiert auf den 1983 erschienenen Jugendroman Tales of a Dead King von Walter Dean Myers. In den Hauptrollen sind Stacy Keach, Kimberlee Peterson, Rick Rossovich und Brock Pierce zu sehen.

## Handlung
Der Teenager John Robie erhält die schreckliche Nachricht, dass sein Vater, ein angesehener Ägyptologe, bei Ausgrabungen in Ägypten als vermisst gemeldet wurde. Er beschließt, seinen Vater in dem Wüstenstaat zu suchen. Nachdem er in Ägypten angekommen ist, um nach seinem vermissten Vater zu suchen, trifft er auf die siebzehnjährige Karen Lacy. Die beiden schließen sich zum Team zusammen, um Hinweise auf Johns vermissten Vater und dessen Ausgrabungen zu finden. Sie erfahren, dass zu seinen Ausgrabungen auch die Karte zu den Schätzen des Pharaos Ramses II. gehört.
Schon früh heften sich mysteriöse Männer an ihre Fersen, die ebenfalls auf der Suche nach der Karte sind. Die beiden Teenager finden heraus, dass Dr. William Bent hinter der Entführung steckt. Er lässt Johns Vater nur gegen einen mächtigen Skarabäus als Lösegeld frei. Damit will er in eine Art Zwischenwelt gelangen. Durch das Entwenden des Skarabäus wird allerdings auch die Totenruhe von Pharao Ramses II. gestört. Dieser entpuppt sich als bösartig und hetzt seine Lakaien sowohl auf die Teenager als auch auf die Schergen Dr. Bents.

## Hintergrund
Der Film basiert auf den Jugendroman Tales of a Dead King von Walter Dean Myers aus dem Jahr 1983. Gedreht wurde er überwiegend in Ägypten. Tarek Eletreby spielte mit der Rolle des Ali seine bisher einzige Filmrolle.
Seine Premiere feierte der Film am 18. Mai 1997 in den USA. Seine Free-TV-Premiere in Deutschland erfolgte am 11. Juli 1999. Am 19. August 2004 startete der Film in den DVD-Videoverleih.

## Rezeption
„Turbulenter, aber vorhersehbarer Abenteuerfilm für Jugendliche, der die exotische Kulisse Ägyptens für einige schöne Landschaftsaufnahmen nutzt.“

Auf Rotten Tomatoes hat der Film bei über 50 Publikumsbewertungen eine ausgeglichene Wertung von 50 %. Eine professionelle Kritik wird dort nicht genannt. In der Internet Movie Database hat der Film bei über 240 Stimmenabgaben eine Wertung von 4,5 von 10,0 möglichen Sternen.